# Brainard (Nebraska)
Brainard – wieś w Stanach Zjednoczonych, w stanie Nebraska, w hrabstwie Butler.